# Lazare Rameau
Lazare Rameau (ur. w 1757, zm. w 1794) – francuski kompozytor i organista okresu klasycyzmu.
Jego ojcem był Claude Rameau (1690–1761), młodszy brat kompozytora i teoretyka muzyki Jean-Phillippe’a Rameau. Przyrodnim starszym bratem Lazare’a był Jean-François Rameau (1716–1777) – również kompozytor i organista; bohater powiastki Diderota Kuzynek mistrza Rameau.